# Paul-Ambroise Slodtz
Pour les articles homonymes, voir Slodtz.
Paul-Ambroise Slodtz, né le 1er juin 1702 à Paris, et mort dans la même ville le 10 décembre 1758, est un sculpteur baroque français.

## Biographie
Il est le fils de Sébastien Slodtz et le frère des sculpteurs Michel-Ange Slodtz et Sébastien Antoine Slodtz (d).
Paul-Ambroise Slodtz est professeur de l'Académie royale de peinture et de sculpture, dessinateur de la chambre et du cabinet du roi.
Il est membre de l'Académie des sciences, belles-lettres et arts de Rouen.
Il meurt rue de Grenelle-Saint-Honoré.

## Collections publiques
- Paris, musée du Louvre :
  - Dragon, 1735, haut-relief en pierre pour le portail de la Cour du Dragon, rue de l’Égout[2]
  - La Chute d'Icare, 1743, marbre, morceau de réception à l'Académie royale de peinture et de sculpture[3]
- Rouen : Méridienne du jardin de l'hôtel de ville, 1753, groupe en pierre[4]
- Rouen, place de la Pucelle : statue sur la fontaine, d'après un dessin de Jean-Baptiste Descamps (détruite le 2 juin 1944)[5].

## Galerie

Œuvres de Paul-Ambroise Slodtz
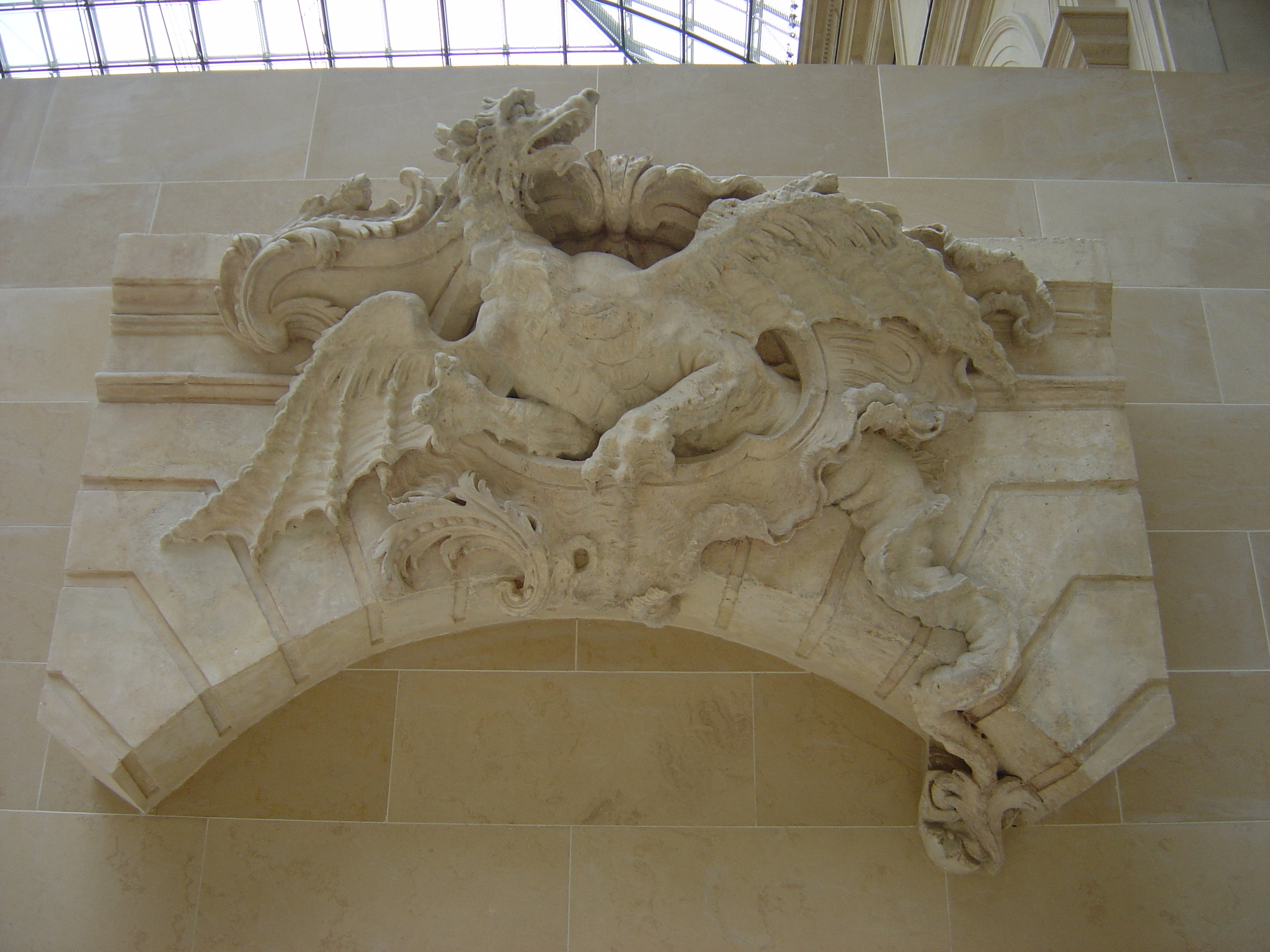
Dragon (1732), pierre, Paris, musée du Louvre.
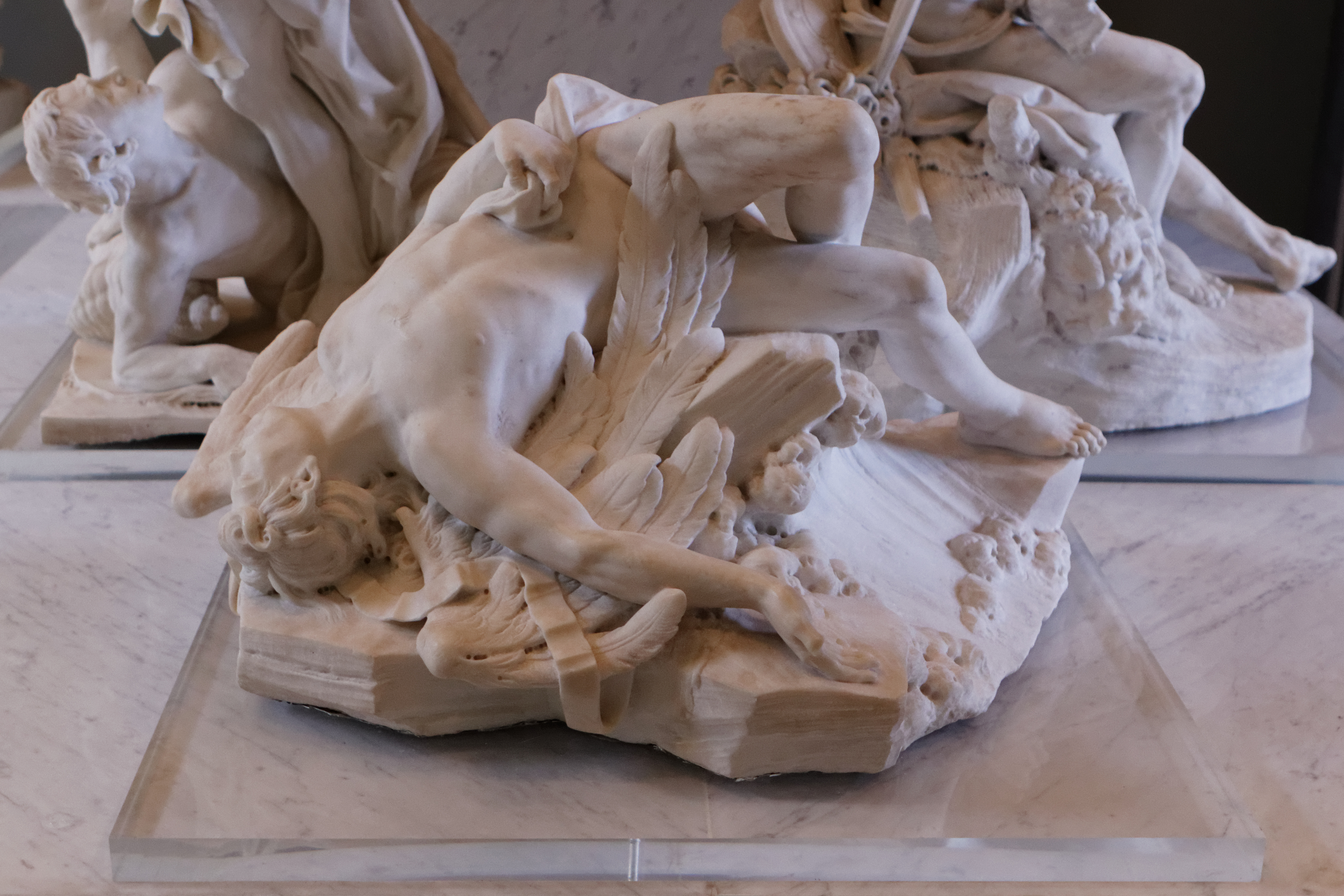
La Chute d'Icare (1743), marbre, Paris, musée du Louvre.
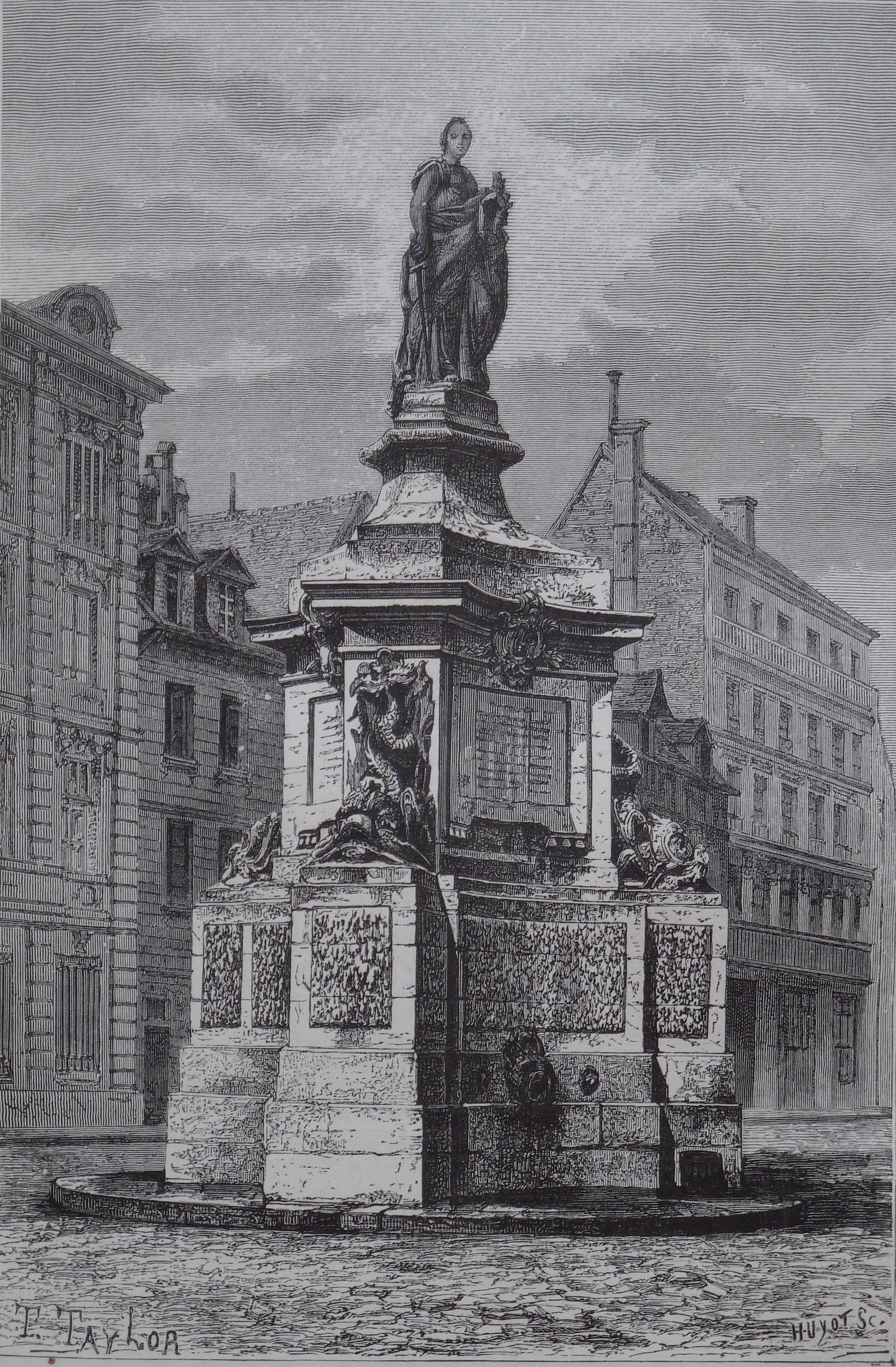
Fontaine à Rouen (1756), détruite en 1944.